# Hydnora esculenta
Hydnora esculenta är en tvåhjärtbladig växtart som beskrevs av Jumelle & Perrier. Hydnora esculenta ingår i släktet Hydnora och familjen Hydnoraceae. Inga underarter finns listade i Catalogue of Life.